# Stachys chinensis
Stachys chinensis là một loài thực vật có hoa trong họ Hoa môi. Loài này được Bunge ex Benth. miêu tả khoa học đầu tiên năm 1834.